# ران جورين
Ran Goren ; (ولد يوم 19 مارس 1942 ) هو طيار مقاتل متقاعد ولواء في الجيش الإسرائيلي ، ونائب قائد القوات الجوية السابق ورئيس مديرية القوى العاملة.